# Умра
Умра (на арабски: عمرة) е поклонение в Мека, Саудитска Арабия, изпълнявано от мюсюлмани, което може да бъде извършено по всяко време на годината, в сравнение с хадж. В шериата умра означава да се изпълни таваф около Кааба и са'и. Умра не е задължителен в исляма, но е силно препоръчително да се изпълни.

## Ритуали
Поклонникът изпълнява поредица от обредни действия, символ на живота на Ибрахим (Авраам) и втората му съпруга Хаджар, и солидарност на мюсюлманите по целия свят. Тези действия включват:
- Извършване на таваф "طواف", който се състои в обикаляне на Кааба седем пъти в посока обратна на часовниковата стрелка. Мъжете се насърчавани да го направят три пъти по-забързаното темпо, последвано от четири пъти с по-бавно темпо.
- Извършване на са'и "سعي", което означава забързано обикаляне седем пъти между хълмовете Сафа и Маруа. Това е възстановка на неистовото търсене на вода на Хаджар. Бебето Измаил проплаква и удря земята с крачето си и водата потича като по чудо. Този източник на вода днес се нарича Кладенец Замзам.
- Извършване на халк и таксир, което означава отрязване на кичур коса. Таксир е частично скъсяване на косата, докато халк е обръсване на цялата коса, освен за жените, които отрязват много малка част.

С тези ритуали умра приключва и поклонникът може да излезе. Въпреки че не е част от ритуала, повечето поклонници пият вода от кладенеца на Замзам.
Пикови моменти на поклонение са дните преди, по време и след Хадж и през последните десет дни на Рамадан.

## Видове
Има 2 вида умра в зависимост от това дали се комбинира умра и хадж: ал-Умрат ал-муфрада ал-мустакила ан ал-Хадж (ал-умарт ал-муфрада) и ал-Умрат ал-мундамма ила ал-Хадж (умрат ал-таммату).
- ал-Умрат ал-муфрада е Умра, която се изпълнява самостоятелно от Хадж;
- Умрат ал-таммату е Умра, която е комбинирана с Хадж. Първо се изпълняват ритуалите на Умра, след което на Хадж.